# Kijŏng-dong
Kijŏng-dong of Gijeong-dong is een dorp in de gedemilitariseerde zone tussen Noord- en Zuid-Korea en behoort tot Noord-Korea. Het ligt op twee kilometer van het Zuid-Koreaanse dorp Daeseong-dong.
Het is in Noord-Korea bekend als Vredesdorp en in Zuid-Korea als Propagandadorp. Van een afstand lijkt Kijŏng-dong een welvarend dorp, maar de algemene opinie is dat het fungeert als onderdeel van Noord-Koreaanse propaganda. Argumenten hiervoor zijn dat er in het dorp alleen soldaten wonen en dat de lichten 's nachts in veel huizen tegelijkertijd aan gaan. Het dorp wordt daarom ook wel een voorbeeld van een potemkin-dorp genoemd.
Bij de ingang van het dorp wappert een 270 kilo wegende Noord-Koreaanse vlag aan een 160 m hoge vrijstaande vlaggenmast. Deze vlaggenmast was eerst lager, maar toen een vlaggenmast in Daeseong-dong (vlak over de grens in Zuid-Korea) verhoogd werd, werd die van Kijŏng-dong ook verhoogd. Zodra het begint te regenen wordt de vlag naar beneden gehaald, waarschijnlijk omdat de constructie het gewicht van een natte vlag niet kan dragen. Eind jaren zeventig loofde de Zuid-Koreaanse president Chun Doo-hwan een half miljoen dollar uit voor degene die de vlag van de vlaggenmast van Kijŏng-dong haalt en bij de Zuid-Koreaanse presidentiële residentie afgeeft.
Op 1 september 2010 werd het record voor de hoogste vrijstaande vlaggenmast ter wereld verbroken door de vlaggenmast op het Nationale Vlagplein in Bakoe, Azerbeidzjan, een record dat nadien nog enkele keren werd verbeterd. Anno 2022 is de vlaggenmast van Kijŏng-dong de 5de grootste vlaggenmast ter wereld.

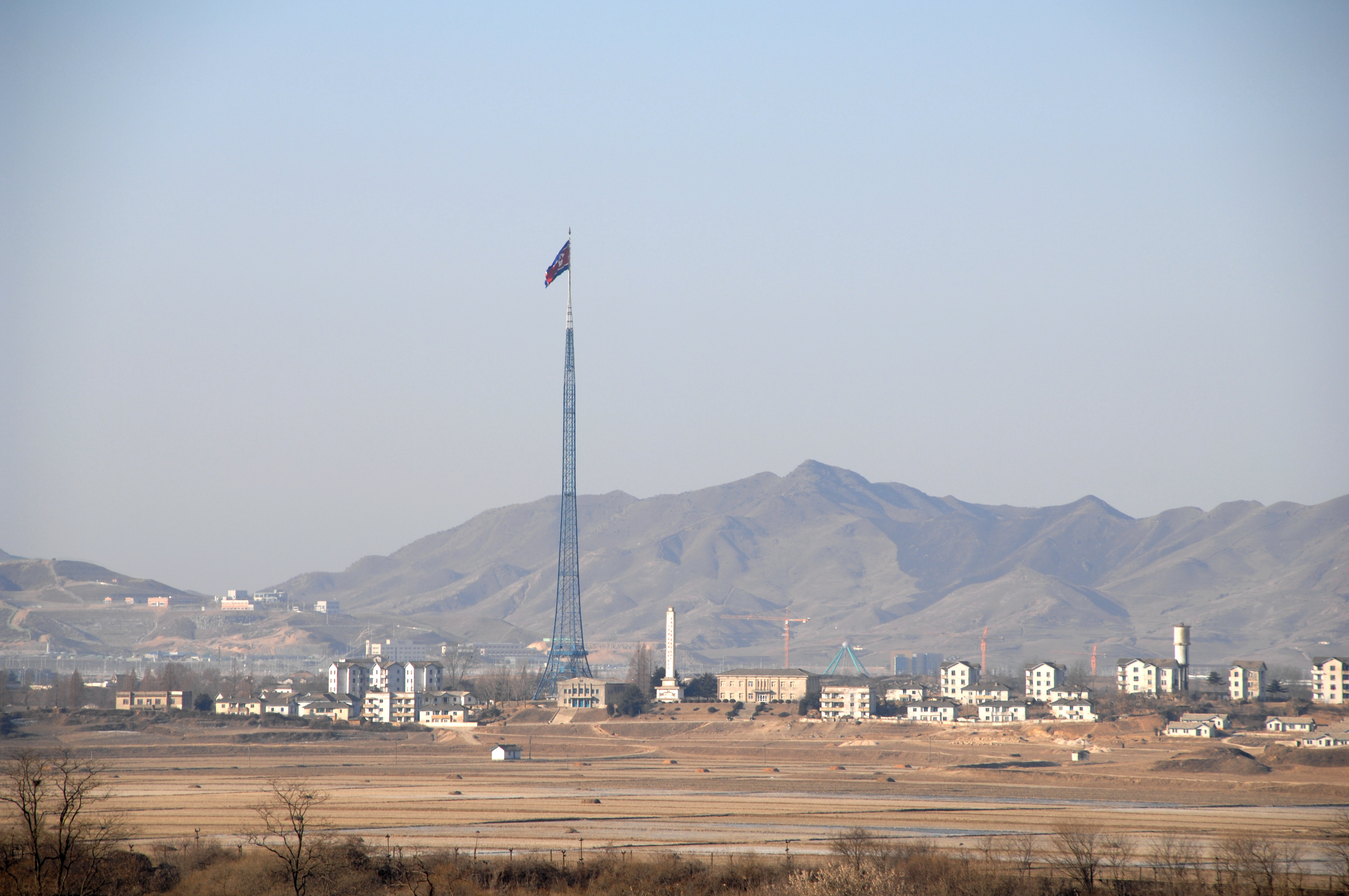
's Werelds op vier na hoogste vlaggenmast